# Synagoge (Stádlec)
Koordinaten: 49° 22′ 41,2″ N, 14° 29′ 29,8″ O

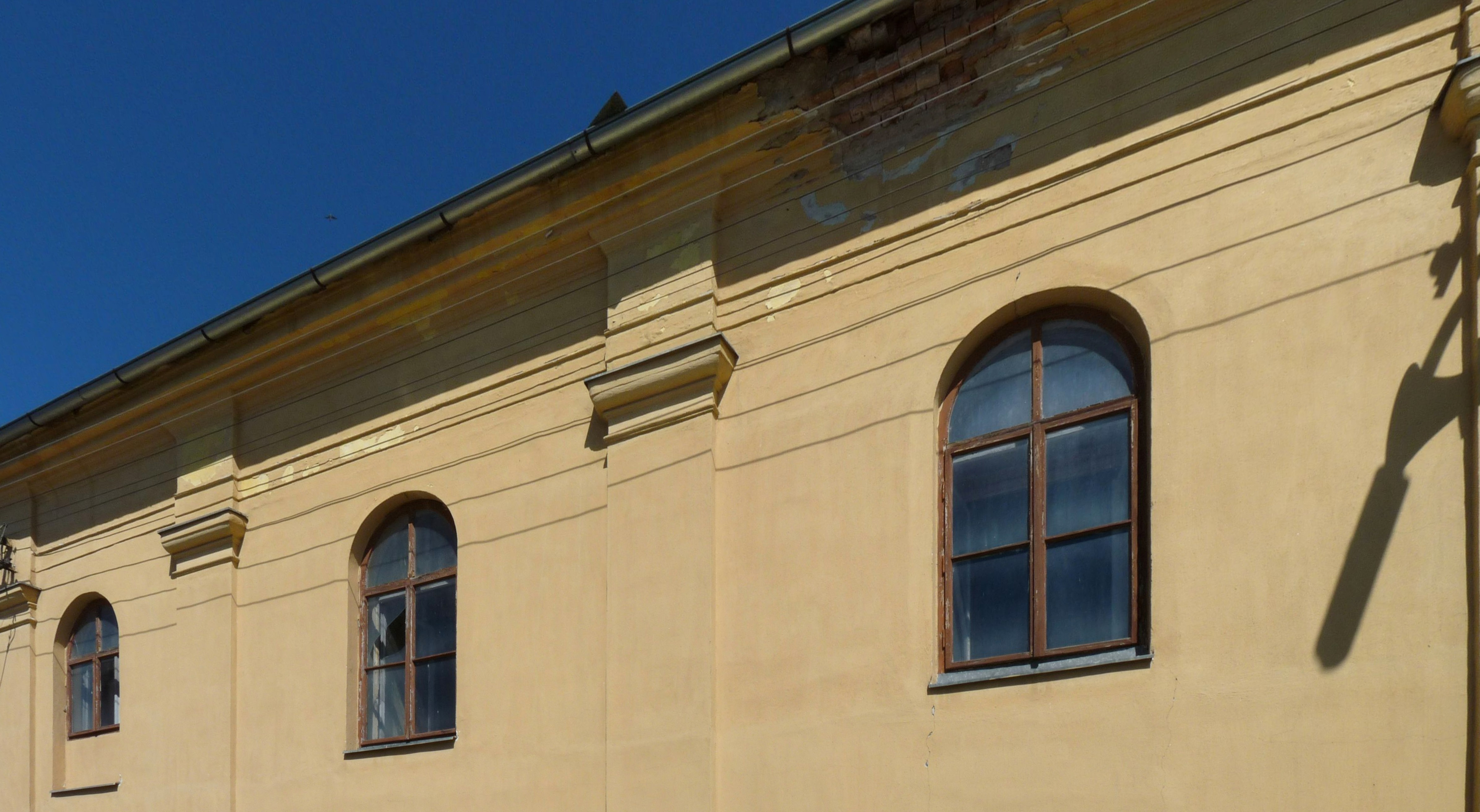
Synagoge in Stádlec

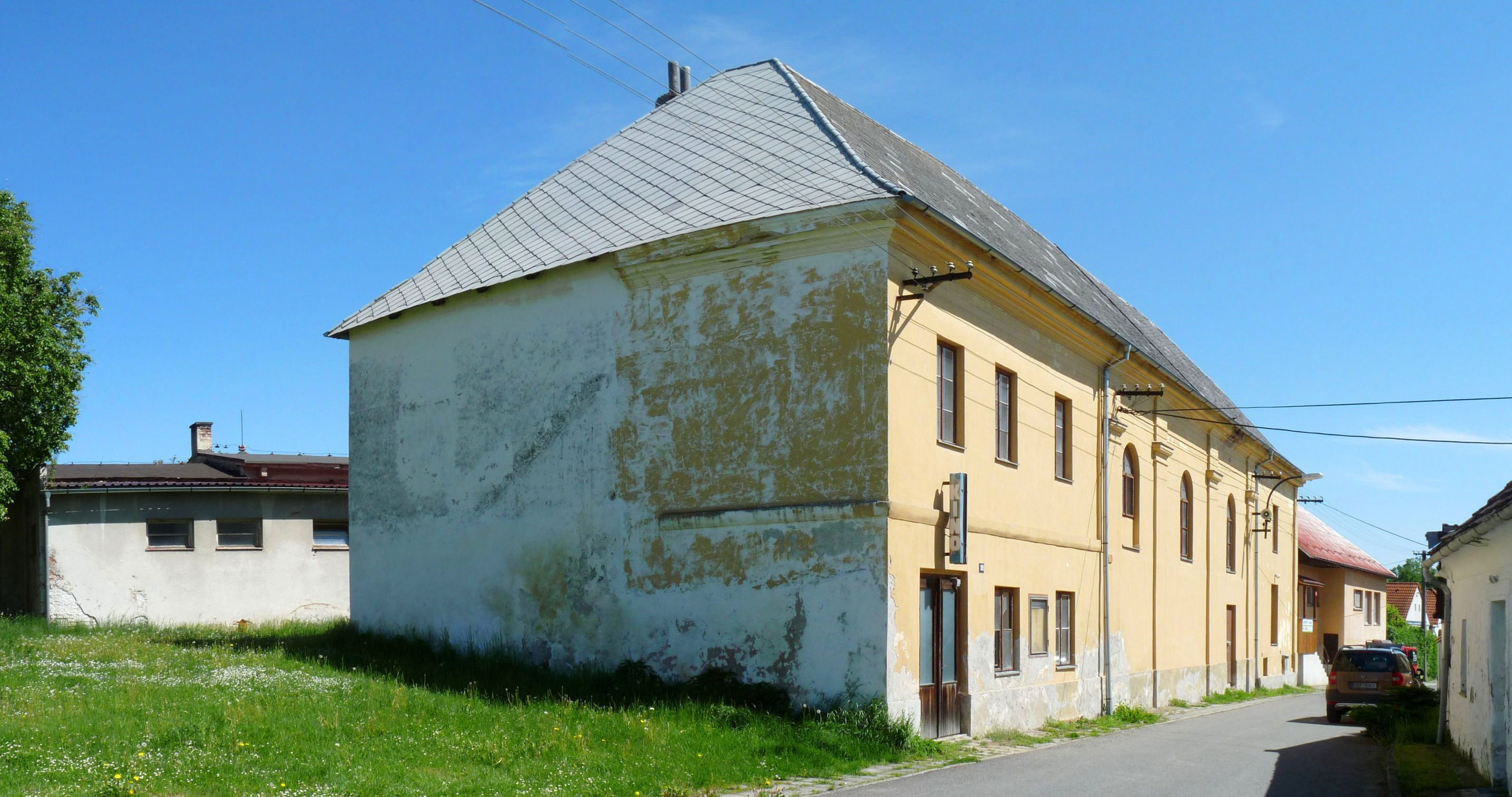
Ehemalige Judengasse

Die Synagoge in Stádlec, einer tschechischen Gemeinde im Okres Tábor der Südböhmischen Region, wurde in der Mitte des 19. Jahrhunderts errichtet. Die profanierte Synagoge in der ehemaligen Judengasse ist ein geschütztes Kulturdenkmal.
Die Synagoge wurde zu einem Kulturhaus mit Kino umgebaut.